# 川崎巨泉
川崎 巨泉（かわさき きょせん、1877年6月2日 - 1942年9月15日）は明治時代の浮世絵師、郷土玩具画家。

## 人物
本名は川崎末吉。明治10年（1877年）に堺県（現：大阪府堺市）に生まれる。他の雅号では人魚洞・芳斎・碧水居とも称した。子供のころから絵が得意で、明治25年（1892年）堺に住んでいた浮世絵師の中井芳滝に師事した。一時期は芳滝の元を離れて東京に絵を学びに行くが、数年で堺に戻って大阪に移住した芳滝に再び師事し浮世絵の手法を学んだ。その後芳滝の娘と結婚し養子となって芳滝の遺志であった新聞・雑誌の挿絵や連載物の他にシリーズで発刊されていた刷物風俗画作品（『大阪名所』）を引き継いだ。更に芳滝と親しかった大阪麦酒（現：アサヒグループホールディングス）との関係も引き継ぎ、明治36年（1903年）、大阪で開かれた第5回内国勧業博覧会のパビリオンの1つ「冷蔵庫」内における陳列とビアホールの様子を描いた絵を残している（アサヒビール蔵）。
明治36〜37年（1903〜1904年）頃より全国各地を旅して郷土玩具に関心を示し、多数の郷土玩具向け絵画を描いた。郷土玩具の特徴である素朴な美しさに着目し、多くの写生画を描く傍らライフワークとして郷土玩具研究会を主催した。『人魚』等の専門誌を発行して多方向から郷土玩具を研究した。大阪府立中之島図書館には雅号の1つである人魚洞にちなんだ人魚洞文庫があり、玩具帖全52号・巨泉玩具帖1巻1号〜6巻10号の全112冊の玩具絵画が所蔵されている。
2019年（令和元年）11月に日本郵便から発行された令和2年（2020年）用年賀切手より、巨泉が描いた十二支に関与した郷土玩具の絵が年賀切手の意匠に採用されている。

## 作品
- 『大阪名所』 錦絵 明治33年（1900年） ※「住吉・反橋」ほか全図 大阪府立中之島図書館所蔵
- 『大阪名所十六景』 錦絵 明治36年（1903年） ※「四天王寺正門」ほか、版元は中井徳次郎 大阪府立中之島図書館所蔵

## 師弟系譜
歌川豊春━歌川豊国━歌川国芳━歌川芳梅━中井芳滝━川崎巨泉

## 関連図書
- 川崎巨泉供養会編集・発行 『郷土玩具の先覚・川崎巨泉翁を偲ぶ』（非売品）、1979年
- 森田俊雄 『和のおもちゃ絵・川崎巨泉』 社会評論社、2010年
- 加藤幸治 『郷土玩具の新解釈 無意識の“郷愁”はなぜ生まれたか』 社会評論社、2011年